# Ernesto Villegas
Pour les articles homonymes, voir Villegas.
Ernesto Villegas est un écrivain, journaliste et homme politique vénézuélien, né le 29 avril 1970 à Caracas. Il est ministre de la Communication et de l'Information du Venezuela de 2012 à 2013 et de nouveau entre 2016 et 2017. Il est  ministre vénézuélien de la Culture depuis le 3 novembre 2017.

## Biographie
Né Ernesto Emilio Villegas Poljak, Ernesto Villegas est le cadet d'une fratrie de huit, tous journalistes. Il est notamment le frère de Vladimir Villegas, président de la chaîne d'État et également ambassadeur du Venezuela au Mexique et au Brésil. Il est le fils du syndicaliste Cruz Villegas, aujourd'hui disparu et de Maja Poljak de Villegas, journaliste et militante communiste originaire de Zagreb dans l'actuelle Croatie. Son père est reclus en Amazonie pendant la dictature du président Marcos Pérez Jiménez et sera vice-président de la Fédération mondiale des syndicats. Ernesto effectue ses études secondaires à l'École technique en industrie automobile, puis devient journaliste, diplômé de l'Université centrale du Venezuela de Caracas.

## Carrière
Il travaille comme journaliste dans plusieurs journaux vénézuéliens, tels que Economía Hoy (aujourd'hui disparu), El Nuevo País, El Universal où il s'occupe de politique, et Quinto Día. Il participe aux émissions de la chaîne de télévision Venezolana de Televisión, En Confianza, Despertó Venezuela et Toda Venezuela. Il a également dirigé un quotidien gratuit de Caracas, le Ciudad Caracas.
En octobre 2012, il est nommé ministre vénézuélien de la Communication et de l'Information par le président Hugo Chávez et est remplacé en août 2013 par Delcy Rodríguez, nommée par le nouveau président Nicolás Maduro.